# Chthonocephalus
Chthonocephalus là một chi thực vật có hoa trong họ Cúc (Asteraceae).

## Loài
Chi Chthonocephalus gồm các loài: